# Liste de coopératives de travail associé
 (juin 2010).
- Si vous ne connaissez pas le sujet, laissez ce bandeau (vous pouvez alors contacter les auteurs).
- Si vous supprimez le contenu mis en cause (vous pouvez préalablement contacter les auteurs),

argumentez précisément cette suppression dans la page de discussion
(un manque de référence n'est pas un argument ; une recherche réelle de référence doit avoir été effectuée, être formellement documentée).
Liste de coopératives de travail associé triée géographiquement et chronologiquement :

(Voir aussi la liste de coopératives)

## Amérique

### Canada
- Mondragon Bookstore & Coffeehouse
- G7 Welcoming Committee Records

### États-Unis
- AK Press
- Alvarado Street Bakery
- Arizmendi Bakery
- Arizmendi Development and Support Collective
- Brattleboro Tech Collective
- Breitenbush Hot Springs
- C4: Cyberspace Central Computer Consultants
- Casa Nueva Restaurant, Cantina & Bodega
- Cheese Board Collective
- Chicago Technology Cooperative
- Citybikes Workers Cooperative
- Collective Copies
- Colors
- Community Builders Co-op
- Cooperative Home Care Associates
- Design Action Collective
- Dollars & Sense
- Electric Embers
- Equal Exchange
- Free Geek
- GAIA Host Collective
- Green Worker Cooperatives
- Hard Times Cafe
- Hub Bike Co-op
- Inkworks Press
- Isthmus Engineering and Manufacturing
- Lusty Lady
- Mariposa Food Co-op
- Nabolom Bakery
- Northland Poster Collective
- Other Avenues Food Store
- Pedal Express
- Pedal People Cooperative
- Pelham Auto Parts
- Pioneer Valley Photovoltaics
- Rainbow Grocery Cooperative
- Red and Black Cafe
- Red Sun Press
- René Pujol Restaurant Cooperative
- Seward Cafe
- TechCollective
- TeamWorks
- Union Cab of Madison Cooperative
- Woodshanti Cooperative

## Asie - Océanie

### Inde
- Indian Coffee House
- Shri Mahila Griha Udyog Lijjat Papad (Lijjat)

## Europe

### Espagne
- Groupe Mondragon, 1955

### France
Cette liste n'est pas exhaustive. Voir plus de coopératives sur le site de la CGSCOP. Tout en sachant que toutes les SCIC ou SCOP ne sont pas adhérentes à la CGSCOP. Et que les SAPO, autre modèle de coopératives de travail associé, ne le sont pas.
- Verrerie ouvrière d'Albi, fabricant de bouteille en verre, 1896 - 1989 (SCOP)
- Association des ouvriers en instruments de précision, 1896 - 2003 (SCOP)
- Acome, fabricant de câble pour l'industrie, 1932 (SCOP SA)
- Union Technique du Bâtiment, bâtiment second oeuvre, 1933 (SCOP SA)
- Groupe Up, 1972 (SCOP SA)[a]
- Iter, 1978
- Alma, entreprise de services du numérique, 1979 (SCOP SA)
- Alternatives économiques, mensuel de presse économique, 1980 (SCOP SA)
- Bouyer Leroux, production de matériaux de construction, transmission en Scop, 1980 (SCOP SA)
- Moulin Roty, fabrication de jeux et de jouets, 1980 (SCOP SA)
- Ardelaine, 1982
- Le Relais, collecte, réemploi et recyclage de textiles, 1984 (SCOP SA)
- Cité de la création, 1986
- Macoretz, 1986 (SCOP SA)
- Ambiance bois, 1988 (SAPO)
- Nouvelle Imprimerie Laballery, imprimerie, 1993 (SCOP SA)
- Cap Services, première coopérative d’activités, 1995
- Oxalis, coopérative d'activités depuis 1997
- Brasserie Tri Martolod, brasserie, 1999 (SCOP)
- Caderonne, première SCIC agréée, le 28 février 2002[1].
- Citiz, 2002 (réseau de SCIC)
- Habitats solidaires, 2003 (SCIC)
- Ethiquable, fabrication de chocolat et produits de confiserie, 2003 (SCOP SA)
- Regards, journal, en SCOP depuis 2003
- Ramses 2, Coopérative de post-production audiovisuelle, 2003
- Ôkhra, 2004 (SCIC)
- Coopaname, la plus importante coopérative d'activités et d'emploi en France avec plus de 600 entrepreneurs. Créée en 2004.
- Ceralep SN, fabricant de pièces isolantes en céramique, 2004 (SCOP SA)
- Enercoop, fournisseur d'électricité 100 % renouvelable, SCIC, 2005
- Titi Floris, entreprise de transport de personnes en situation de handicap, 2006 (SCOP SA)
- Friche Belle de Mai, tiers-lieu, 2007 (SCIC)
- agyRem Conseil, Coopérative de conseil en économie sociale et RSE, 2009
- La Conquête du pain, boulangerie autogérée, Montreuil, 2010
- L'Âge de faire, mensuel, 2011 (SCOP SARL)
- L'Atelier Paysan, 2011 (SCIC)
- Les Mutins de Pangée, coopérative audiovisuelle
- Café Michel, fournisseurs de cafés et chocolats équitables
- Librairie L'Atalante, librairie et maison d'édition, transmission en Scop en 2012 (SCOP SARL)
- Smart, coopérative de travail indépendant[2] en France depuis 2007, SCIC[3] depuis 2013.
- Heredis, édition de logiciels de généalogie, transmission en Scop en 2014 (SCOP SARL)
- Le Journal toulousain (News Media 3.1), hebdomadaire régional, 2014 (SCOP SARL)
- Scop-TI, fabricant de thés et infusions, 2014
- Librairie Les Volcans, librairie, 2014 (SCOP SARL)
- Synergy, sous-traitant industriel, 2015 (SCOP SA)
- C'est qui le Patron ?!, 2016 (SCIC SAS)
- Les oiseaux de passage, plateforme de voyage, 2016 (SCIC SARL)
- Mobicoop, 2018 (SCIC SA)
- Voxeurop, transformation d'association en Scop en 2017 puis en Scic en 2019 (SCIC)
- Sporting Club de Bastia, club de football, 2019 (SCIC SA)
- Railcoop, 2019 (SCIC SA)
- La Musardine, librairie et maison d'édition érotique, transmission en Scop en 2021 (SCOP SARL)
- Le Passager Clandestin, maison d'édition, transmission en Scop en 2021 (SCOP SARL)
- Blast, web TV, 2021 (SCIC)
- L'Après M, restaurant, 2022 (SCIC SAS)
- Duralex SCOP SA, production de vaisselle en verre trempé, 2024 (SCOP SA)

### Royaume-Uni
- AK Press
- Alloy
- Equity Shoes
- John Lewis Partnership
- News From Nowhere
- Scott Bader
- Suma Foods
- Tullis Russel
- Unicorn Grocery, Manchester
- Total Coverage Co-operative Design Consultancy
- Swann Morton